# Jan Krzysztof Bielecki
Jan Krzysztof Bielecki (* 3. května 1951) je polský politik. V roce 1991 byl několik měsíců premiérem Polska (vláda Jana Krzysztofa Bieleckého). V letech 1992–1993 byl ministrem pro evropskou integraci.
Od roku 1980 byl ekonomickým expertem hnutí Solidarność. V roce 1990 vstoupil do strany Liberálně-demokratický kongres (Kongres Liberalno-Demokratyczny), který se roku 1994 stal součástí Unie svobody (Unia Wolności). Roku 2001 vstoupil do Občanské platformy Donalda Tuska (Platforma Obywatelska).
V letech 1993–2003 působil v Evropské bance pro obnovu a rozvoj. V letech 2003–2009 byl výkonným ředitel polské banky Pekao.